# Adolf Baginsky
Adolf Aron Baginsky (ur. 22 maja 1843 w Raciborzu, zm. 13 maja 1918 w Berlinie) – niemiecki lekarz, pediatra żydowskiego pochodzenia. Jego młodszym bratem był lekarz laryngolog Benno Baginsky.
Uczęszczał do raciborskiego gimnazjum, gdzie zdawał maturę. Po maturze wyjechał do Berlina, gdzie rozpoczął studia medyczne. Był studentem prof. Ludwiga Traubego, który też pochodził z Raciborza. W 1864 wyjechał na dalsze studia do Wiednia, po czym ukończył studia w Berlinie. W 1866 roku ukończył studia i podjął pracę w jednym z berlińskich szpitali. W 1867 roku podjął decyzję o otwarciu własnej praktyki lekarskiej w Seehausen koło Magdeburga.
W 1877 roku wrócił do Berlina, gdzie podjął pracę naukową. Specjalizował się w pediatrii. Od 1881 privatdozent, w 1882 roku uzyskał stopień doktora habilitowanego nauk medycznych, a w 1890 wraz z Rudolfem Virchowem doprowadził do otwarcia w Berlinie szpitala pediatrycznego im. cesarza Fryderyka III.
Został jego pierwszym dyrektorem, a funkcję tę pełnił aż do swojej śmierci. Nie porzucił jednak pracy naukowej i w 1891 roku uzyskał tytuł profesora. Baginsky pozostawił po sobie znaczny dorobek literatury fachowej, głównie z dziedziny pediatrii. Kiedy powrócił do Berlina (1877) założył i współredagował czasopismo „Centralzeitung für Kinderheilkunde”, które było pierwszym ogólnoniemieckim pismem poświęconym medycynie dziecięcej. W 1879 roku czasopismo zmieniło nazwę na „Archiv für Kinderheilkunde”. Lata 80. XIX wieku zaowocowały wydaniem dzieł: Handbuch der Schulhygiene (Podręcznik higieny szkolnej), którego nakład wielokrotnie wznawiano oraz Lehrbuch der kinderkrankheiten (Podręcznik chorób dziecęcych). Ta ostatnia pozycja była do 1908 roku siedmiokrotnie wznawiana. W 1895 roku wydał, cieszącą się znakomitą opinią świata fachowego, rozprawę o leczeniu (seroterapii) błonicy (dyfterytu). Uwypuklał związek pomiędzy zachorowalnością dzieci a higieną osobistą, a w szczególności higieną szkolną.
Swoje nowatorskie poglądy w tej dziedzinie musiał propagować długie lata, zanim doczekały się one ogólnego uznania i akceptacji. Adolf Baginsky zmarł 13 maja 1918 w Berlinie. W pamięci swoich bliskich i współpracowników zapisał się na zawsze jako wspaniały człowiek, lekarz i naukowiec. Powtarzał, że najważniejszym dla niego dobrem i zadośćuczynieniem za ciężką pracę jest zdrowie i radość dzieci.

## Wybrane prace
- Baginsky A, Janke O: Handbuch der Schulhygiene: zum Gebrauche für Ärzte, Sanitätsbeamte, Lehrer, Schulvorstände und Techniker. 3. vollständig umgearbeitete Auflage, Enke, Stuttgart 1898
- Lehrbuch der Kinderkrankheiten. 3. Auflage, Berlin 1889
- Praktische Beiträge zur Kinderheilkunde. 3 Hefte, Tübingen 1880–84
- Pflege des gesunden und kranken Kindes. 3. Auflage, Stuttgart 1885
- Das Leben des Weibes. 3. Auflage, Stuttgart 1885
- Kost- und Haltekinderpflege in Berlin. Braunschweig 1886
- Die hygienischen Grundzüge der mosaischen Gesetzgebung. Braunschweig 1895